# Zuikaku
La Zuikaku (in giapponese: 瑞鶴 "Gru volante"), appartenente alla Classe Shokaku, fu una portaerei della Marina dell'Impero Giapponese varata nel 1939.
La portaerei Zuikaku, tra le più importanti della flotta giapponese, era dotata di un doppio hangar sovrapposto e pesanti corazzature sulla linea di cintura (che non si estendevano al ponte di volo). Fu impiegata tra il 1941 e il 1944 quando andò perduta dopo aver partecipato a tutte le principali battaglie aeronavali del Pacifico.

## Storia del progetto
Nella seconda parte degli anni trenta la Marina imperiale ritenne di doversi dotare di una nuova classe di portaerei d'attacco, la prima che includesse unità veramente identiche per dislocamento, armamento e sistemazioni. Le precedenti Akagi e Kaga erano infatti nate diverse come scafo e sistemazioni e lo rimasero anche dopo i lavori di ammodernamento eseguiti tra il 1935 ed il 1938.
Il progetto era ispirato a quello delle Hiryu e Soryu, caratterizzate da un'isola di modeste dimensioni e dalla caratteristica posizione dei fumaioli, sporgenti lateralmente sulla destra e piegati verso il basso. Il progetto originale era relativo a una coppia di unità "simmetriche", impostazione strutturale di concezione giapponese che prevedeva unità gemelle ma con le isole posizionate su una a babordo e sull'altra a tribordo, tuttavia in corso d'opera, dopo l'infelice esperienza avuta con le portaerei impostate con l'isola sul lato sinistro, come Akagi e Hiryū, nei primi mesi del 1939, benché l'unità fosse già stata varata e si trovasse in avanzato stato di costruzione, il progetto di quella con isola a babordo fu modificato.

## Apparato motore
Le navi erano dotate di un apparato motore molto potente, simile a quello delle Hiryu e analogo a quello dei quattro incrociatori Mogami da poco entrati in servizio, addirittura superiore a quello delle corazzate Yamato da 64000 t, sufficiente per 34 nodi. Esso si componeva di quattro turbine a vapore, sistemate in altrettanti locali suddivisi l'un dall'altro sia da paratie laterali che longitudinali. Anche le caldaie erano ospitate in quattro locali così suddivisi, posizionati a prua delle turbine. Gli scarichi erano dati da due fumaioli che uscivano dal lato destro della nave, e altrettanti de quello sinistro. In tal modo non alteravano il profilo e liberavano il ponte di volo. Le turbine erano collegate ciascuna ad un gruppo caldaie e ad un asse portaelica, cosicché azionavano un totale di 4 eliche, soluzione complessa ma che migliorava la sicurezza in caso di danni a bordo. La dotazione di combustibile per le caldaie era di 5 000 tonnellate di nafta, per un'autonomia adeguata alle esigenze del Pacifico.

### Servizio
La Zuikaku fu realizzata a partire dal maggio 1938 ed entrò in servizio nel settembre 1941.

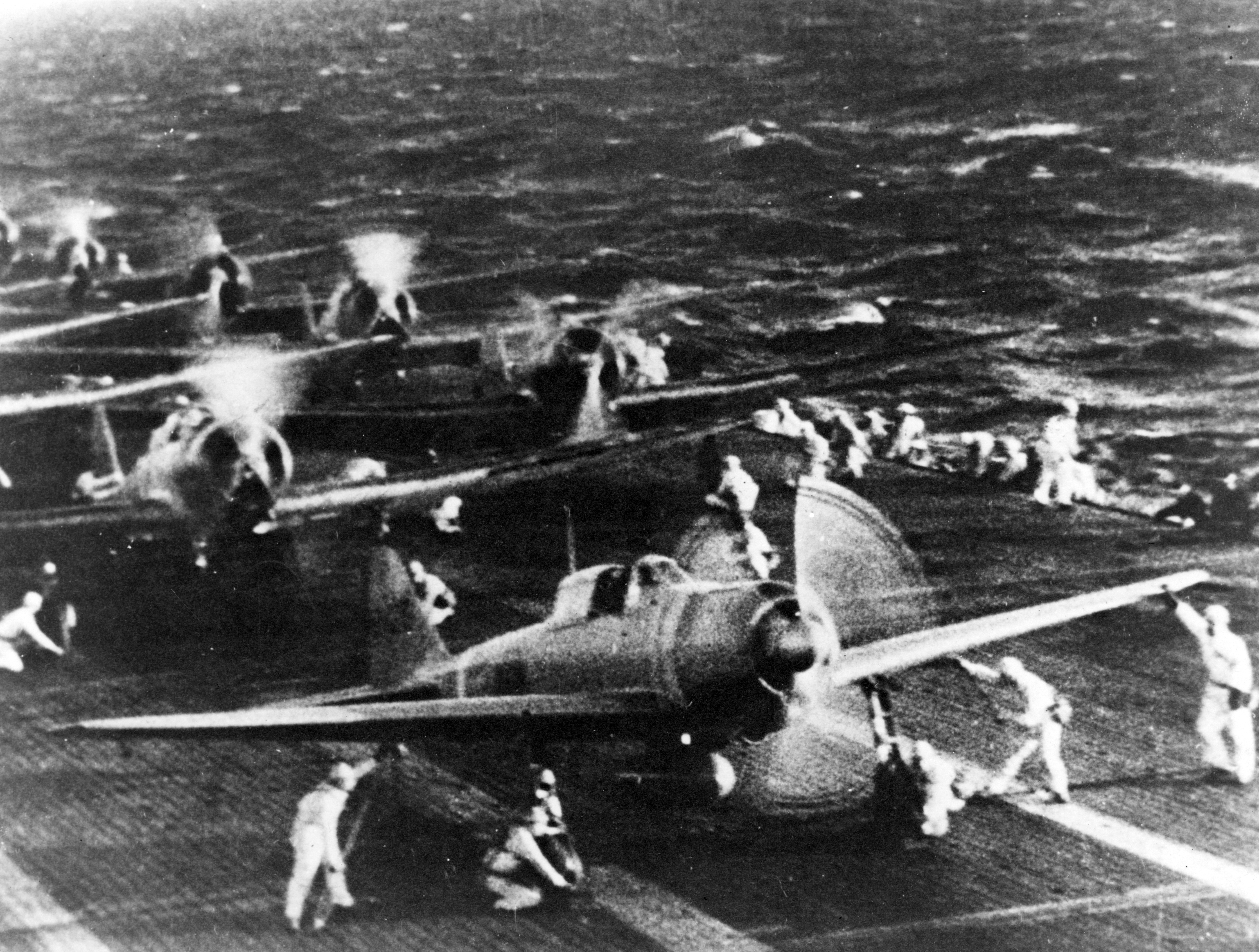
Una famosa foto dell'attacco a Pearl Harbor, scattata a bordo della Shokaku, mostra i caccia A6M Zero all'apogeo della loro carriera, molto prima di diventare bombardieri kamikaze.

La nave combatté fin dall'inizio della Guerra del Pacifico inquadrata nella 5ª Divisione navi portaerei, partecipando all'attacco su Pearl Harbor. Data la recente entrata in linea, i loro reparti di volo, ancora in fase di addestramento, non poterono ricoprire gli incarichi di maggiore importanza nel piano d'attacco, e quindi parteciparono ad azioni secondarie, con la nave gemella Shokaku che bombardò Oahu, mentre il grosso della responsabilità e dei successi fu a carico delle due altre grandi navi giapponesi della forza d'attacco, la Akagi e la Kaga.
Le altre quattro portaerei impiegate in tale occasione furono poi affondate a Midway, ma là non v'erano queste due portaerei sorelle, appena impiegate sull'Oceano Indiano distruggendo quasi tutta la flotta britannica durante il raid di primavera. Avendo poi partecipato alla battaglia del Mar dei Coralli avevano riportato invece gravi danni agli stormi aerei, e danni diretti per la Shokaku, che tuttavia riuscì a salvarsi. La perdita di tanti (86) aerei fu tale da sconsigliare di usare queste navi per la successiva battaglia delle Midway. La capacità di resistenza ai danni e di ospitare aerei sarebbero state preziose, laddove le altre portaerei bruciarono ed esplosero colpite da poche bombe, ma il loro impiego nella battaglia precedente non rese possibile nemmeno alla Zuikaku di prendervi parte. Dopo esser tornate in Giappone, in luglio la nave fu incorporata nella 1ª Divisione portaerei, nell'ambito di una generale riorganizzazione a seguito delle perdite del mese prima.

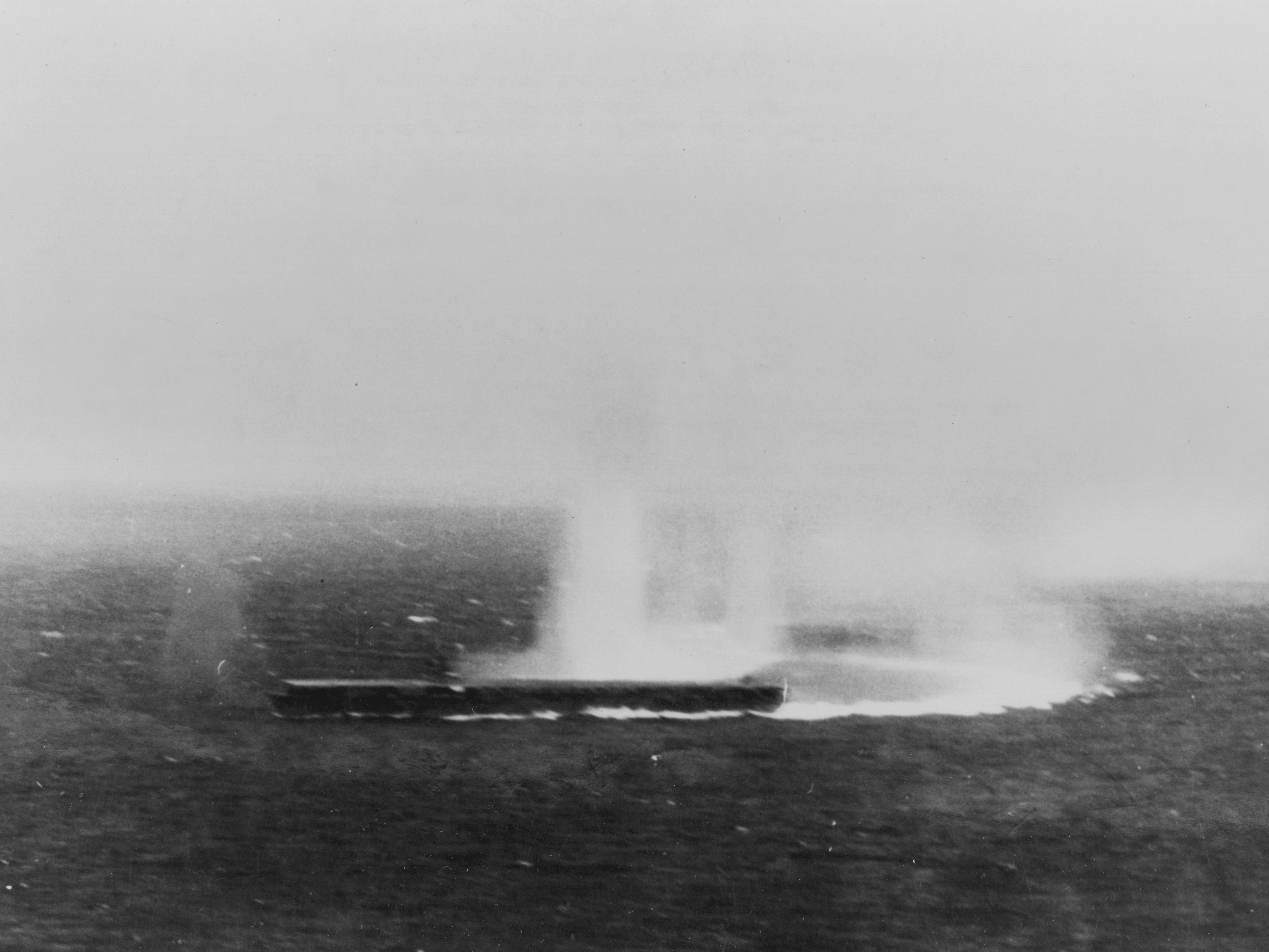
La Shokaku sotto attacco nel Mar dei Coralli

Durante la battaglia delle Salomone Orientali di agosto, danneggiarono e costrinsero alla ritirata la USS Enterprise, mentre il successivo 26 ottobre la Shokaku fu gravemente danneggiata da bombardieri in picchiata della portaerei Hornet. Nonostante questi danni sopravvisse, mentre la USS Hornet, come già la USS Lexington nel mar dei Coralli, non ebbe scampo dai danni subiti a propria volta (3 siluri e 6 bombe), tanto che abbandonata dall'equipaggio e si cercò di affondarla con le altre navi, ma gli statunitensi non vi riuscirono pur sparando diversi siluri e 430 colpi da 127 mm alla linea del galleggiamento. I giapponesi arrivarono la mattina dopo e cercarono di rimorchiarla ma era troppo tardi e alla fine l'affondarono con 4 siluri pesanti. La USS Hornet si era dimostrata, proprio una volta abbandonata, quasi impossibile da affondare, perché i compartimenti più esterni dello scafo erano già pieni e facevano da scudo a quelli più interni. In ogni caso si trattò dell'unica portaerei mai catturata in un'operazione bellica. I giapponesi e gli americani persero durante la battaglia circa 70 aerei per parte. L'US Navy si difese soprattutto con le artiglierie antiaeree, con la corazzata USS South Dakota dotata, per i suoi 16 cannoni secondari, di granate con spoletta di prossimità radar, al loro esordio in azione. Dichiarò 32 aerei abbattuti, anche se quelli riconosciuti furono 26. Gli Zero invece distrussero 20 aerei americani con 4-5 perdite proprie.
Dopo di allora le portaerei giapponesi ebbero una lunga stasi. Erano rimaste prive dei loro reparti aerei, inviati a difendere Bougainville e poi, Bismarck. Nel frattempo nuovi reparti aerei venivano addestrati, ma i piloti esperti erano difficilmente rimpiazzabili, e le gravi perdite subite nel 1942 avevano già dato un duro colpo all'aviazione navale nipponica. Spesso le portaerei giapponesi venivano utilizzate, dopo il 1943, per il compito di trasporto aerei veloce, per rifornire le basi aeree nelle isole più lontane. L'errore strategico di privare le navi giapponesi della loro componente imbarcata, numericamente modesta, per logorarla in combattimenti terrestri fu estremamente grave. Tra le vittime di questa situazione, l'asso Saburō Sakai, che tornò da Rabaul ferito alla testa e ad un occhio, che non recuperò più. La perdita su Bougainville dell'ammiraglio Isoroku Yamamoto fu un altro durissimo colpo per la Marina giapponese e la possibilità di intraprendere azioni offensive di vasto respiro, mentre nel 1943 entravano in servizio le prime portaerei Classe Essex, le migliori unità americane e quelle di maggior successo della guerra. Nel frattempo la situazione dell'US Navy era estremamente delicata, avendo di fatto solo la Enterprise e la Saratoga, essendo affondate tutte le altre grandi portaerei inizialmente disponibili nel Pacifico: USS Wasp, Lexington, Yorktown, Hornet.
La nave tornò in azione nel 1944, quando si trattò di combattere gli statunitensi in azione per invadere le Filippine. Nella battaglia del Mare delle Filippine di quel giugno, la Shokaku e la Zuikaku vennero impiegate in prima linea.
I piloti giapponesi vennero invece annientati sui loro aerei, ora troppo vulnerabili alle difese avversarie, in quello che fu definito "Il grande tiro al tacchino delle Marianne". Da notare che entrambe le portaerei giapponesi di questa classe avevano a bordo, all'epoca, un grosso radar rotante per la ricerca aerea, uno dei primi giapponesi, della cui mancanza si può considerare la causa della sconfitta di Midway, quando i bombardieri in picchiata Dauntless picchiarono sulle navi giapponesi all'improvviso, dopo essere sbucati dalle nubi.

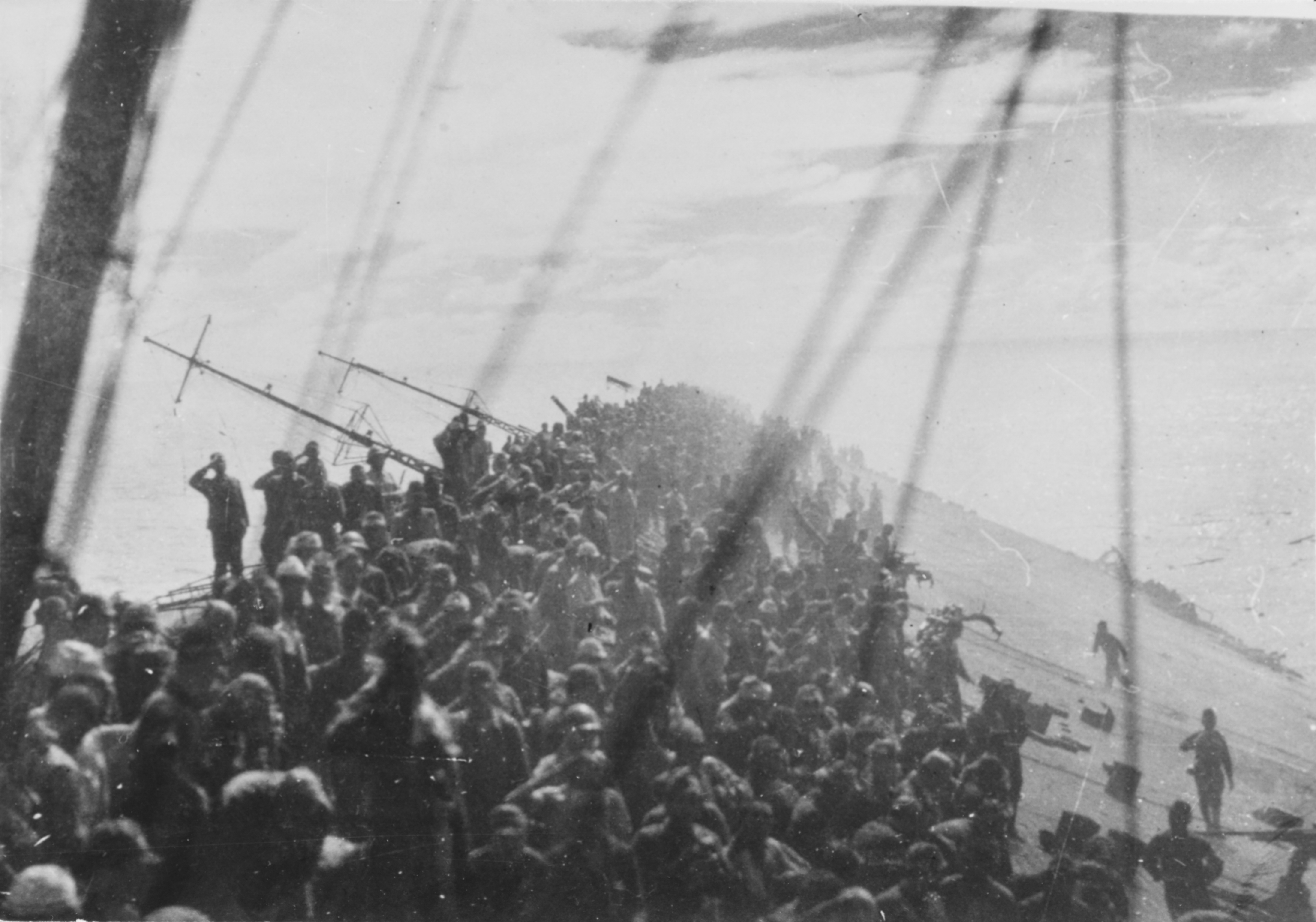
La Zuikaku colpita, l'equipaggio assiste all'ammainabandiera

Al mese di ottobre le portaerei giapponesi erano sostanzialmente una forza virtuale, essendo senza quasi più aerei e con pochissimi piloti preparati. Vennero usate come esca per attirare le portaerei veloci dell'ammiraglio "Bull" Halsey lontano dagli sbarchi di Leyte, mentre le corazzate e i kamikaze cercavano di distruggere le forze anfibie, arrivando ad un passo dal successo. La trappola aveva funzionato e le grandi navi statunitensi arrivarono a ridosso di quelle giapponesi, sostanzialmente le portaerei e alcune navi di scorta. Dopo aver lanciato un attacco aereo il 24 ottobre con tutti i pochi apparecchi abbattuti dagli statunitensi, il giorno dopo la Zuikaku fu attaccata da centinaia di aerei statunitensi. I piloti americani si concentrarono soprattutto su questa nave, che restava l'ultima delle sei portaerei di Pearl Harbor. Almeno 80 la puntarono da ogni direzione, un siluro la colpì facendola inclinare sensibilmente, forse per via delle paratie longitudinali. Poi, altri 100 apparecchi la colpirono con almeno 7 siluri e 4 bombe. La Zuikaku non prese fuoco, ma era oramai perduta. L'equipaggio si radunò, come dimostrato da una foto dell'epoca, per il saluto alla bandiera che veniva ammainata, mentre il ponte della nave era inclinato oramai di oltre 10 gradi. Molti dei 1660 uomini morirono, ma le perdite furono minori che rispetto alla nave gemella.

### Epilogo
Con la Zuikaku si chiuse un'era per la guerra sui mari, e da allora nessun'altra forza di portaerei giapponese cercò di combattere contro gli statunitensi. La perdita dei migliori piloti in lunghe battaglie di logoramento come quelle su Rabaul fu un errore di impiego determinante nella lunga fase tra il 1942 e il 1944, e quando le portaerei giapponesi tornarono a combattere quelle statunitensi, erano inferiori sia nella tecnica che nei piloti dei loro reparti di volo. Questo causò la distruzione della flotta di portaerei giapponesi nel 1944, 2 anni dopo Midway, senza perdite sensibili per gli statunitensi. Si produsse però un effetto collaterale pericoloso: la creazione a tutti gli effetti di un modello di 'guerra asimmetrica', in quanto, dall'ottobre del 1944 la schiacciante superiorità americana indusse i giapponesi a provare una nuova, devastante tecnica, l'attacco Kamikaze.

### Pubblicazioni
- Martino E, Nani A., L'evoluzione delle portaerei di squadra della seconda guerra mondiale, RID (Rivista italiana difesa), numero 12/97
- Supplemento a RID n.8/94, riguardante la portaerei USS America.